# Квалификације за Конкакафов шампионат 1989.
На квалификационом делу шампионата је требало да учествује укупно 16 тимова Конкакафа, али је ФИФА одбила улазак Белиза због неизмиреног дуга.
Играла би се два кола:
- Први коло: Канада, Хондурас, Ел Салвадор, Сједињене Америчке Државе и Мексико, пет најбоље рангираних тимова према ФИФАи, су били слободни и директно се пласирали у други круг. Преосталих 10 тимова су упарени да играју нокаут мечеве по принципу код куће и у гостима. Победници би се пласирали у други круг.
- Друга коло: 10 тимова је упарено да играју нокаут мечеве по принципу код куће и у гостима. Победници би се пласирали на финални део турнира.[1]

## Први коло
| Гвајана | 0 : 4 | Тринидад и Тобаго                                                            |
| ------- | ----- | ---------------------------------------------------------------------------- |
|         |       | Пол Елиот Ален 41’ · Марвин Фаустин 71’ · Гофри Лејк 77’ · Декстер Скини 85’ |

| Тринидад и Тобаго | 1 : 0 | Гвајана |
| ----------------- | ----- | ------- |
| Антон Корнил 68’  |       |         |

Тринидад и Тобаго су се квалификовале за друго коло са укупним резултатом од 5 : 0 .
| Куба | 0 : 1 | Гватемала             |
| ---- | ----- | --------------------- |
|      |       | Хуан Мануел Лопез 44’ |

| Гватемала               | 1 : 1 | Куба                |
| ----------------------- | ----- | ------------------- |
| Бајрон перез 68’ (пен.) |       | Карлоз Гонзалез 40’ |

Гватемала се квалификовала за другу коло са укупним резултатом од 2 : 1.
| Јамајка               | 1 : 0 | Порторико |
| --------------------- | ----- | --------- |
| Дејв Брукс 10’ (пен.) |       |           |

| Порторико                 | 1 : 2 | Јамајка                 |
| ------------------------- | ----- | ----------------------- |
| Алехандро де ла Кампа 52’ |       | Винстон Англин 32’, 78’ |

Јамајка се квалификовала за друго коло са укупним резултатом од 3 : 1.
| Антигва и Барбуда | 0 : 1 | Холандски Антили    |
| ----------------- | ----- | ------------------- |
|                   |       | Рејмундо Ровина 54’ |

| Холандски Антили                              | 3 : 1 (п.с.н.) | Антигва и Барбуда |
| --------------------------------------------- | -------------- | ----------------- |
| Рејмундо Ровина 104’ 118’ · Шурбо Росина 120’ |                | Дерик Едвардс 38’ |

Холандски Антили су се квалификовале за друго коло са укупним резултатом од 4 : 1.
| Костарика        | 1 : 1 | Панама                          |
| ---------------- | ----- | ------------------------------- |
| Клаудио Хара 26’ |       | Виктор Рене Мендиета Окампо 17’ |

| Панама | 0 : 2 | Костарика                          |
| ------ | ----- | ---------------------------------- |
|        |       | Хуан Кајасо 1’ · Ернан Медфорд 71’ |

Костарика се квалификовала за друго коло са укупним резултатом од 3 : 1.

## Друго коло
| Холандски Антили | 0 : 1 | Салвадор            |
| ---------------- | ----- | ------------------- |
|                  |       | Рикардо Гарсија 53’ |

| Салвадор | 5 : 0 | Холандски Антили |
| --- | ----- | ---------------- |
| Салвадор Кореас Привадо 5’ · Рикардо Гарсија 35’ · Едмонд Франсиска 62’ (а.г.) · Луис Рамирез Запата 58’, 68’ |       |                  |

Салвадор се квалификовао за финалну фазу са укупним резултатом од 6 : 0.
| Јамајка | 0 : 0 | Сједињене Државе |
| ------- | ----- | ---------------- |
|         |       |                  |

| Сједињене Државе                                                               | 5 : 1 | Јамајка            |
| ------------------------------------------------------------------------------ | ----- | ------------------ |
| Брајан Блис 18’ · Уго Перез 69’ (пен.) · Френк Клопас 76’, 85’ · Пол Крумп 78’ |       | Алтон Стерлинг 54’ |

Сједињене Државе се квалификоваle за финалну фазу са укупним резултатом од 5 : 1.
| Тринидад и Тобаго | 0 : 0 | Хондурас |
| ----------------- | ----- | -------- |
|                   |       |          |

| Хондурас                | 1 : 1 | Тринидад и Тобаго |
| ----------------------- | ----- | ----------------- |
| Хуан Алберто Флорес 20’ |       | Хатсон Чарлс 56’  |

Укупан резултат је био нерешен 1 : 1, али се  Тринидад и Тобаго квалификовао даље због правила гола у гостима.
| Костарика | Победа Костарике 1 | Мексико |
| --------- | ------------------ | ------- |
|           |                    |         |

1Нерешен резултат је поништен и Костарика се пласирала у финалну рунду пошто је Мексико био дисквалификован након што је суспендован због извођења престарих играча током У-20 турнира Конкакафа 1988.
| Гватемала               | 1 : 0 | Канада |
| ----------------------- | ----- | ------ |
| Бајрон Перез 20’ (пен.) |       |        |

| Канада                                    | 3 : 2 | Гватемала                              |
| ----------------------------------------- | ----- | -------------------------------------- |
| Дејл Мичел 63’, 83’ (пен.) · Иан Бриџ 88’ |       | Адан Панаква 7’ · Карлос Кастањеда 37’ |

Укупан резултат је био нерешен 3 : 3, али се Гватемала квалификовала даље због правила гола у гостима..

## Голгетери
3. гола
- Рејмундо Ровина